# آلاله توچالی
آلاله توچالی (نام علمی: Ranunculus amblyolobus) نام یک گونه از سرده آلاله است.سردهٔ آلاله در ایران ۵۵ گونهٔ علفی یک ساله و چند ساله دارد. آلاله توچالی یکی از ۵۵ گونهٔ موجود در ایران است.